# LonWorks
LonWorks (LON = Local Operating Network) je průmyslová komunikační síťová platforma (nebo také komunikační sběrnice) vyvinutá v letech 1989 až 1992 firmou Echelon Corporation ve spolupráci s firmami Toshiba a Motorola. Protokol užívaný pro komunikaci na této sběrnici se nazývá LonTalk.
Tato platforma v některých rysech připomíná Internet, primárně je ale určena pro účely automatizace, měření a regulace. Jako přenosové médium může sloužit téměř cokoliv: kroucená dvojlinka, optické vlákno, napájecí síť, bezdrátové spojení. Topologie sítě může být libovolná. Síť může být rozdělena na domény (domain), ty mohou být dále rozděleny na podsítě (subnet), navíc uzly (node) v doméně mohou tvořit také skupiny (group). Uzly obsahují tzv. neuron-čipy (neuron chip), ve kterých je implementováno spodních šest vrstev protokolu LonTalk (podle modelu ISO/OSI). Platforma obsahuje prioritní systém zasílání zpráv. Pro programování se používá jazyk Neuron C odvozený od klasického ANSI C. Technologie je proprietární, neuron-čipy, vývojové prostředí i diagnostické nástroje dodává firma Echelon.